# Witteochaloenus
Witteochaloenus là một chi bọ cánh cứng trong họ Chrysomelidae.
Chi này được miêu tả khoa học năm 1940 bởi Laboissiere.

## Các loài
Chi này gồm các loài:
- Witteochaloenus africanus Laboissiere, 1940